# Kerej kan
Kerej kan (kazaško كيري حان, Керей хан, Kerej han) je bil soustanovitelj in od okoli 1465 do 1473 prvi kan Kazaškega kanata, * 1424, Bela horda, † 1473/1474, Kazaški kanat. 

## Zgodovina
Trenutno obstajata dve različici, kako je nastala prva dinastija kazaških kanov. Po prvi so bili iz hiše Orda Jedžena, po drugi pa potomci trinajstega sina Džoči kana Toukas Timurja. 
V poznih 1450. letih se je del nomadskega prebivalstva, ki sta ga vodila Žanibek in Kerej, izvil iz oblasti uzbeškega kana Abulhajra in se preselil v Mogulistan. Naselili so se v dolinah rek Ču in Talas. Mogulistanski kan se jima je pridružil in jima ponudil podporo proti njunim nasprotnikom. Žanibeku in Kereju se je pridružilo okoli 200.000 nomadov, s čimer sta dobila ogromno moč in vpliv in v Abuhajru vzbudila strah. Abuhajr se je leta 1468 odpravil na vojaški pohod proti Mogulistanu in na poti nenadoma umrl. Nasledil ga je sin Hajdar, vsi Abuhajrovi nasprotniki pa so se združili in začeli aktiven boj proti njemu. Vladavina Hajdar kana je bila kratka in se končala z njegovim umorom, ki ga je storil sibirski kan Ibak. Kerej je dobil vrhovno oblast v vzhodnem Daštuju in za vladarja zahodnega krila imenoval svojega brata Žanibeka. Oba skupaj sta se borila s Šabanidi za oblast nad vzhodno stepo. Kerej kan in njegovi privrženci so se hkrati borili za ustanovitev neodvisne države, ki bi bila taka v političnem, kulturnem in gospodarskem smislu. V spopadu s Šabanidi je bil Kerej ubit. Njegovo ime se v virih nazadnje omenja v dogodkih pozimi 1473. Odcepitev od uzbeškega kana, ki sta jo vodila Kerej in Žanibek, je bila pomemben člen v verigi dogodkov, ki so pripeljali do oblikovanja Kazaškega kanata in nastanka kazaške narodnosti. 

## Zapuščina
Konec 16. stoletja je izraz Kazah pridobil politični značaj in se nanašal na fevdalne posesti, ki sta jih zasedla Kerej in Žanibek na prehodu iz 15. v 16. stoletje, ko se je del plemen preselil na ozemlje sedanjega Kazahstana. Izraz je začel dobivati tudi etnični pomen. Natančno zakaj sta se Kerej in Žanibek odcepila od Uzbeškega kanata in natančno kje je nastal Kazaški kanat, ni znano. Številni avtorji so zapisali, da je kanat nastal na prehodu iz 15. v 16. stoletje in da je bila selitev Kereja in Janibeka le začetek oblikovanja Kazaškega kanata.

### Spomenik
1. junija 2010 je bil v Astani v bližini Muzeja prvega predsednika Kazahstana s sodelovanjem Nursultana Nazarbajeva postavljen spomenik Kereju in Žanibeku, delo kiparja Renata Abenova. Višina spomenika od podnožja do krone praporov je 12 m. Višina stoječega Žanibek kana je 5,25 m, sedečega Kerej kana pa 4 m. Masa spomenika je 16,2 tone.